# Tilletia tumefaciens
Tilletia tumefaciens är en svampart som beskrevs av Syd. & P. Syd. 1912. Tilletia tumefaciens ingår i släktet Tilletia och familjen Tilletiaceae.   Inga underarter finns listade i Catalogue of Life.